# Altenau
Altenau is een voormalig gemeente in de Duitse deelstaat Nedersaksen. Sinds 2015 is het een district van Altenau-Schulenberg, dat deel uitmaakt van de bergstad Clausthal-Zellerfeld in het Landkreis Goslar. In 2018 telde Altenau 1758 inwoners.
Tot de gemeente Altenau behoorde behalve de gelijknamige hoofdplaats het 10 km verder gelegen gehucht Torfhaus.

## Geschiedenis
Altenau werd voor het eerst genoemd in 1227 in verband met de mijnbouw. In 1617 kreeg het de stadsrechten, in 1638 werd het een vrije mijnstad en in 1617 werd een zilversmelterij opgericht. De stad heeft vaak te lijden gehad van branden en van de overstroming van de Oker. Van 1917 tot 1972 had Altenau een spoorwegverbinding met Langelsheim via de Innerstetallijn. Van 1938 tot 1956 (met een onderbreking als gevolg van de Tweede Wereldoorlog) werd het stuwmeer Okerstausee gebouwd. Van 1972 tot 2014 maakte de stad Altenau deel uit van de gemeenschappelijke gemeente Oberharz. Deze werd op 1 januari 2015 ontbonden en de berg- en universiteitsstad Clausthal-Zellerfeld werd uit haar deelgemeenten opgericht.

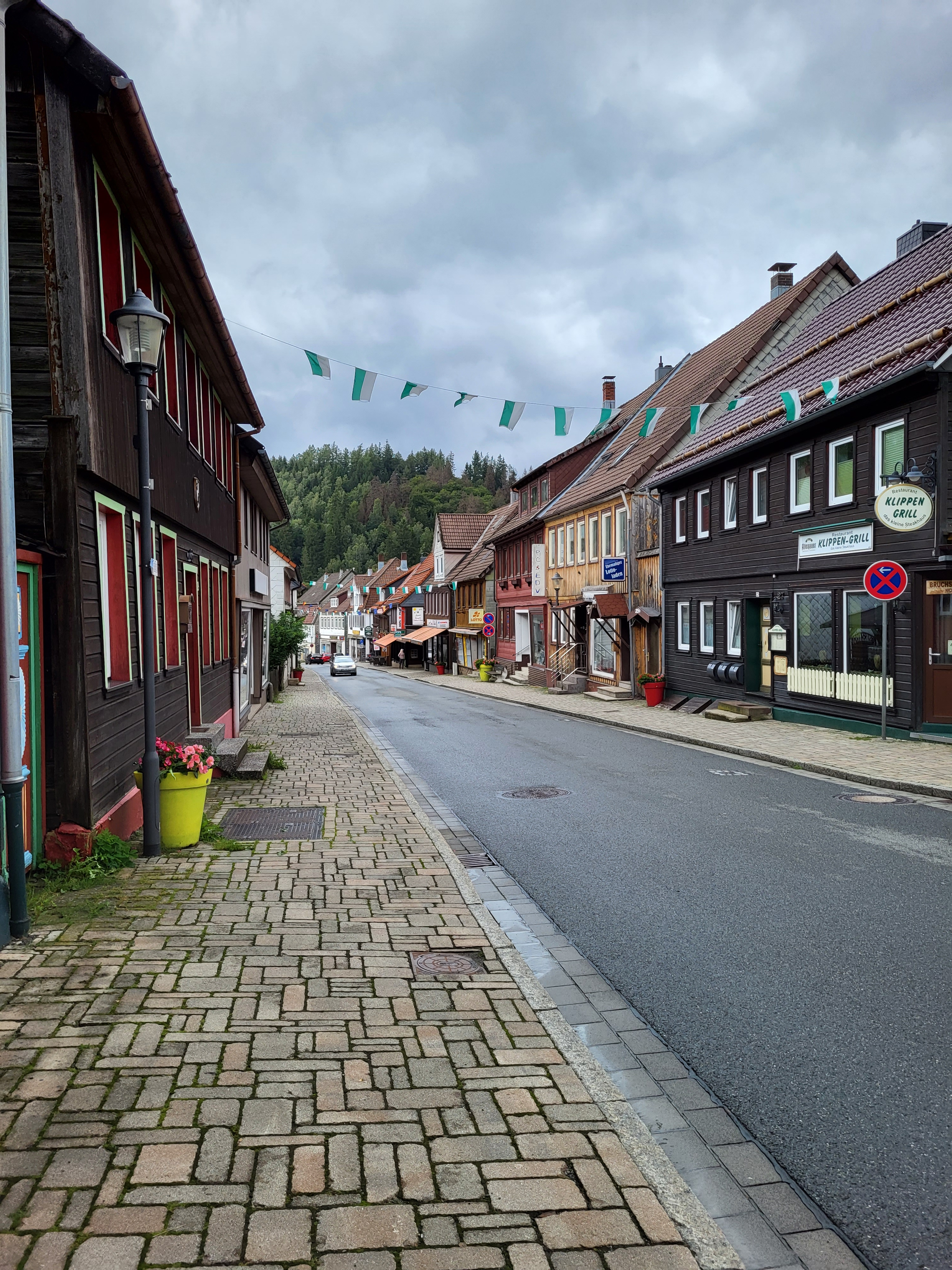

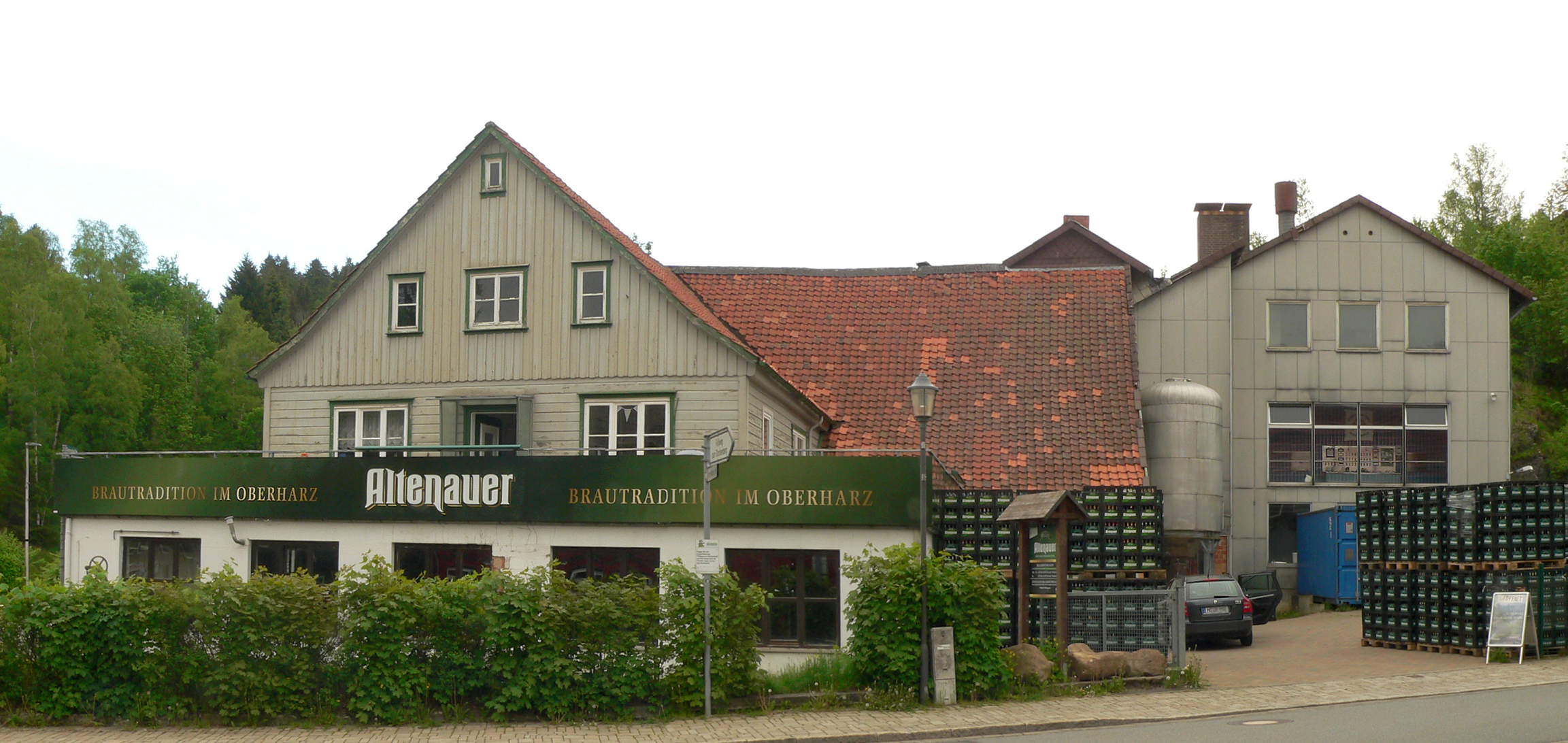
brouwerij

Er is een brouwerij in Altenau.

## Bezienswaardigheden
De oude binnenstad van Altenau wordt gekenmerkt door oude, met hout beklede mijnwerkershuizen die tussen de 17e en 19e eeuw zijn gebouwd en dateren uit de tijd dat Altenau een vrije mijnstad was.Op het marktplein staan de barokke houten kerk van St. Nikolai uit 1669 en het voormalige stadhuis uit 1673, waarin nu een museum is gevestigd. De huizen in de oude stad zijn vakwerkhuizen die ook zijn bekleed met houten beslag om de balken en compartimenten te beschermen tegen weersinvloeden, vooral vocht. Ten zuiden van het stadscentrum ligt de Schützenklippe, die een panoramisch uitzicht over de stad biedt.
In 2004 werd in Altenau het grootste kruidenpark van Duitsland geopend. Jaarlijks bezoeken vele duizenden toeristen de botanische tuin, die het hele jaar door wordt onderhouden en een groot aantal variëteiten vertoont. 
- Gemeinsame Normdatei: 4085026-2
- Virtual International Authority File: 263150567597306370007

Altenau · Bad Harzburg · Braunlage · Clausthal-Zellerfeld · Goslar · Harz (gemeentevrij gebied) · Langelsheim · Liebenburg · Schulenberg im Oberharz · Seesen · Wildemann